# Costituente di Destra - Democrazia Nazionale
Costituente di Destra - Democrazia Nazionale (CD-DN) è stato un partito politico italiano nato nel febbraio 1977 dall'omonima corrente del MSI-DN, e durato sino allo scioglimento nel 1979.

## Storia

### La Costituente di destra per la libertà
Il segretario missino Giorgio Almirante volle proseguire nella politica di aggregazione della destra anticomunista e dopo aver accorpato i monarchici con la nascita del MSI-DN, nel gennaio 1975 promosse la Costituente di destra per la libertà, associazione cui aderirono personalità della destra conservatrice, cattolica e liberale, nonché, in funzione anticomunista, personalità antifasciste come l'ex deputato DC Enzo Giacchero, che era stato comandante partigiano, che ne fu il presidente, l'ex parlamentare DC Agostino Greggi, che ne fu il segretario, e il generale Giulio Cesare Graziani

### La scissione dal MSI-DN
Fondatori e dirigenti di Democrazia Nazionale furono gli esponenti di primo piano del MSI-DN, quali Ernesto De Marzio, Gastone Nencioni, Raffaele Delfino, Mario Tedeschi, Pietro Cerullo, Angelo Nicosia, il sindacalista della CISNAL e parlamentare Giovanni Roberti, personalità entrate nel MSI con la Costituente di destra per la libertà  come Giacchero e Graziani (Greggi restò nel partito), esponenti del disciolto PDIUM, quali Alfredo Covelli e Achille Lauro, militari come l'ammiraglio Gino Birindelli. Aderì anche il generale delle ausiliarie della RSI Piera Gatteschi Fondelli e il filosofo e senatore Armando Plebe.
Nata come corrente interna al partito dopo le elezioni del giugno 1976, che ridimensionarono il successo elettorale del 1972, Democrazia Nazionale diventò gruppo parlamentare autonomo nel dicembre 1976.
Dopo il congresso del MSI del gennaio 1977 che confermò Almirante, Democrazia Nazionale si trasformò in partito politico il 20 gennaio 1977 (a seguito, quindi, di una scissione dal MSI), scegliendo come proprio simbolo un nastro tricolore inscritto in dodici stelle.
Aderirono 9 senatori su 15 del MSI-DN (che perse il gruppo parlamentare autonomo al Senato) e 21 deputati su 35, 13 consiglieri regionali su 40, 51 consiglieri provinciali su 160, 350 consiglieri comunali su 1500.          
Del vertice della classe dirigente missina restarono solamente il segretario Almirante con la sua corrente e due suoi avversari interni, i romualdiani e i rautiani.
Tuttavia a Democrazia Nazionale non aderì neanche una federazione provinciale.
Qualche mese dopo furono raggiunti da alcuni esponenti della corrente giovanile di Destra Popolare di Massimo Anderson, segretario del Fronte della Gioventù, e da esponenti della CISNAL.
Sostenendo una linea aperta alla Democrazia Cristiana e ai partiti dell'arco costituzionale, si cercò ripetutamente di aprire a quanti non avessero nulla a che vedere con i trascorsi post-fascisti. Significativo fu il sostegno dato da DN al governo Andreotti e alla politica di "solidarietà nazionale" che ebbe luogo in quegli anni, e che fu condannata dal MSI-DN come un atto di accettazione del sistema.

### Alla ricerca di alleanze (1977-1978)
Democrazia Nazionale – che ebbe vita interna movimentata e tre segretari:
Ernesto De Marzio, Raffaele Delfino e Pietro Cerullo - sopravvive per un triennio, essenzialmente come presenza parlamentare alla ricerca di un rapporto con la Democrazia Cristiana, che tuttavia si rivelò impossibile essendo il partito di maggioranza relativa impegnato nella delicata fase della "solidarietà nazionale".
Notevole impegno fu anche profuso nel tentativo di stabilire, all'estero, organici rapporti con il Partito Repubblicano americano, con il Partito Conservatore (Regno Unito) inglese, con il Raggruppamento per la Repubblica francese e con la CSU bavarese.

### Le elezioni politiche ed europee del 1979
Le elezioni politiche anticipate del 1979 colsero Democrazia Nazionale palesemente impreparata. Consapevole della propria debolezza, la dirigenza sperò che si votasse prima per il Parlamento europeo (con una legge elettorale proporzionale pura).
DN offrì alla DC i suoi voti parlamentari per sostenere il governo; Andreotti, presidente del Consiglio e Benigno Zaccagnini, allora segretario, rifiutarono.
Sciolte le Camere, DN tentò vanamente un apparentamento tecnico con il PLI guidato da Valerio Zanone – anch'esso a rischio quorum – e, in alternativa, un accordo di desistenza, al Senato, ancora con la DC.
Presentatosi alle politiche del 3 giugno 1979 raccolse lo 0,6%; leggermente inferiore fu la percentuale ottenuta alle elezioni europee del 10 giugno successivo, mentre il MSI riprese sostanzialmente i voti della legislatura precedente.

### Lo scioglimento
In seguito al deludente ed effimero risultato (che rivelò il carattere puramente verticistico della scissione) fu deciso il suo scioglimento il 16 dicembre 1979. Diversi ex esponenti del partito confluirono in un secondo momento nella corrente andreottiana della DC. 
Saverio D'Aquino negli anni '80 fu deputato e sottosegretario per il PLI.
Altri nel gennaio 1995 entrarono in Alleanza Nazionale, a seguito del congresso di Fiuggi. Pietro Cerullo tornò alla Camera nel marzo 1994 con la Lega d'Azione Meridionale dell'allora sindaco di Taranto Giancarlo Cito.
Ernesto De Marzio sostenne successivamente che tale esperienza poteva essere appunto considerata propedeutica ad Alleanza Nazionale.

## Segretari
- Ernesto De Marzio (dicembre 1976 - luglio 1978)
- Raffaele Delfino (luglio 1978 - aprile 1979)
- Pietro Cerullo (aprile 1979 - dicembre 1979)